# Tiszakulturen
Tisza-kulturen eller Theisskulturen är uppkallad efter floden Tisza (tyska Theiss, ungerska Tisza). Det var en neolitisk kultur under första hälften av det femte årtusendet f.Kr. cirka 5000 f.Kr. till cirka 4400 f.Kr. Kulturens utbredning var i östra Ungern och delar av före detta Jugoslavien och västra Rumänien.
Den existerade alltså samtidigt med Herpálykulturen i Berettyó-området i nordöstra Ungern och med Csőszhalomgruppen i Bodrog-området i östra Slovakien. Dessa tre kulturer benämns ibland Tisza-Herpály-Csőszhalom-kulturen. Lengyelkulturen i västra Ungern och Vinčakulturen var också samtida. Tiszakulturen ska inte förväxlas med den följande eneolitiska Tiszapolgárkulturen.

## Forskningshistorik
Ett första arbete om neolitikum i Ungern var von Tompa Die Bandkeramik in Ungarn 1929. Han använde fyndmaterial som källa och menade att det fanns en horisont med spiral-meanderkeramik. Detta material kallas idag östlig linjebandkeramik och Alföld-linjebandkeramik. Idag menar man att Bükkulturen har sitt ursprung från dessa kulturer. Tiszakulturen har i sin tur utvecklats ur Bükkulturen. Boplatsen Hódmezővásárhely grävdes ut av J. Banner 1929. Slutsatsen efteråt blev att den så kallade Köröskulturen var en tredje fas i Tiszakulturen. Detta måste korrigeras efter grävningen av Vinčas tell med hjälp av dess lagerföljd. Köröskulturen placerades före Tisza och östlig linjebandkeramik. Under 1940-talet hävdade J. Csalog att Tiszakulturen var samtidig med Bükkulturen (Csalog 1941). Detta berodde på att material från Szakálhátkulturen inte kunde urskiljas från Tiszakulturen (Kalicz/Raczky 1990). En exaktare definition av östlig linjebandkeramik kom under 1960-talet. Då etablerades en kronologisk serie med Köröskultur – östlig linjebandkeramik – Szakálhát/Bükkultur – Tiszakultur. Detta sammanfattades av J. Korek 1972 och publicerades 1989. Utforskningen och beskrivningen av Herpály- och Czőszhalom-grupperna inom Tiszakulturen härstammar från flera forskare på 1950- och 1960-talet. En viktig sammanfattning och detaljerad katalog från en utställning är Alltag und Religion. Jungsteinzeit in Ost-Ungarn av Meier-Arendt 1990.

## Kulturens utveckling
Tiszakulturen är ett resultat av en tid då den centraleuropeiska linjebandkeramiken utvecklade flera efterföljande kulturgrupper. I västra Ungern bildades samtidigt Lengyelkulturen. Det finns likheter mellan dessa båda kulturer och ingen av dem övergav helt sina bandkeramiska traditioner. Alföld-bandkeramik som är tidigneolitisk delas upp i tre undergrupper, Szakálhát, Esztár och Tiszadob, och denna uppdelning fortsätter med de tre grupperna Tisza, Hérpály och Csőszhalom. Kulturen avslutas med en gradvis övergång till Tiszapolgár via en övergångsfas Proto-Tiszapolgár.

## Keramik
Tidig Tisza-keramik från Szegvár-Tűköves inkluderar kärl som i form och dekoration liknar Stroke Ornamented Pottery, eller Stichbandkeramik (STK), i Tyskland, Polen och Tjeckien och Slovakien. De korsande banden, fyllda med stokes målades röda.[1] En annan skärva från platsen uppvisar inskurna, taggiga, geometriska mönster med en mänsklig pinnefigur med ett triangulärt huvud.[2] Lock med handtag har liknande geometriska mönster. Från samma plats finns också en kruka med en lätt piedestal, tandad kant och krökta, inskurna dubbla linjer.[3] En piedestalskål med perforerad (fönster- eller fenestrerad) piedestal uppvisar gul färg, applicerad efter bränning. Svart färg, även applicerad efter bränning, är tydlig.
Kärl med vertikala väggar år typiska och de är målade (svarta, röda och gula färger) med ett flätverk av slingrande mönster, meandermönster, liknande matt eller textilmönster. I den tidiga Tiszakulturen målades ofta kärl med tjära och täcktes sedan med halmstrå i geometriska mönster. På boplatsen Öcsöd-Kováshalom hittades ett rödmålat och halmdekorerat kärl gjort med liknade design. Fotkärl med hög fot och en fyrkantig skål var vanliga. De lånades sedan av andra kulturer. I början var de ornerade med inristningar och liknade linjebandkeramik men de var ofta rödmålade mot ljus bakgrund. Målningen har möjligen hämtats i Vincakulturen. Redan i den klassiska Tisza-kulturen förekommer dock odekorerade kärl med en blank, polerad yta och många små knoppar, mot slutet av kulturen blir inskurna mönster sällsynta. Enskilda hus kunde innehålla 40–50 kärl av keramik och det fanns fyrkantiga, lerklädda lagringsgropar för spannmål med en volym av 700–1200 liter.
Neolitisk figurplastik från östra Ungern har en rik tradition. Stiliserade mänskliga figurer med knopphuvud av lera markerar den tidiga Tisza-kulturen. Sittande, antropomorfa figurer mer arbetade representerar den senare klassiska Tiszakulturen. Den har särskilda former med trekantiga huvud med flata ansikten vända uppåt som ger ett intryck av mask. En intressant bevarad statyett från Tiszakulturen är den så kallade Skärans gud från boplatsen Szegvár-Tűzköves. Figuren sitter på en tronstol och har över högra skuldran ett föremål format som en skära. Könet på figuren är obestämt. Jämförbara sittande figurer har istället en yxa över axeln. Liknande sittande figurer är kända från Obaidkulturen i Mesopotamien, Se figur 22 i Neolithische Figuralplastik zwischen Tigris und Donau. Neolithic Sculpture between Tigris and Donau. En liknande lerfigur kommer från Öcsöd-Kovácshalom. En snarlik men kvinnlig staty, utan kläder men bärande armband och armringar, sitter på en tron. Den hittades tillsammans med andra troligen rituella keramikföremål på golvet i en hus i Vésztő-Mágor.
Liksom den närliggande Vinčakulturen i Serbien har Tisza-kulturen idolfigurer och leraltare. Bikoniska kärl med konisk hals och hög genombruten bas användes troligen till kultiska syften. Ihålig keramik användes också, exempel på detta är de tre Venusfigurerna från Kökénydomb som också är kända. Människofigurer tillverkade av marmor eller bergkristall finns men är mera sällsynta. Ett kärl av hög klass från Tiszakulturen är ett elegant antropomorft kärl som hittades nära byn Hodoni (norr om Timis i Rumänien) i form av en man med händerna höjda mot himlen.

## Material
Ben användes för att tillverka harpuner, fiskkrokar, kammar, och benslevar hittades vid Vésztő-Mágor. Koppar var känt av kulturen. Koppar användes främst i tillverkningen av smycken. Flinta med volyniskt ursprung användes inom stenbearbetningen. Mer sällan användes obsidian från bergskedjan Zemplén, och importerad hornsten från Polen, kvartsporfyr och kalcedon från Mátrabergen är också sällsynt. Stenarbeten framställde spån av rätt ansenlig längd.

## Bosättningar.
Tyngdpunkten för utbredningen för denna kultur hittas längs Maros och Kraszna. Storleken på boplatserna är mellan 1 och 30 hektar. Boplatserna bildade boplatshögar (tells) i sanka områden men endast söder om Körös, detta kan ha klimatiska orsaker. Vid övre Tisza låg de centrala bosättningarna till exempel vid stranden av Berettyó nära Mezőtúr och Öcsöd-Kovácshalom. Dessa stora bosättningar låg mestadels vid flodmynningar, med ett regelbundet nätverk av mindre bosättningar omkring. 
Bosättningarna är antingen tells eller flata bosättningar. Tells blir följden då man bygger om på samma plats då de äldre husens väggar och tak bildar tjocka lager ovanpå varandra så att en bosättningskulle uppstår. En flat bosättning är mera utspridd och bildar ingen hög, men det kan finnas olika lager under mark om boplatsen har använts en längre tid. Tells i Ungern finns alltså i söder. Tells är typiska för Balkanhalvön och har inte förknippats med Centraleuropa. Vid Polgár-Csőszhalom i nordöstra Ungern förekommer både tells och flata bosättningar på ett litet område. Tellen var en cirkulär inhägnad. Den flata bosättningen hade över 60 timrade hus med över 200 gropar. Begravningar på platsen, främst av kvinnor var anknutna till husklungan.

## Hus
Rektangulära hus med lerklining hittades i Öcsöd-Kováshalom. Husen var komplexa i sin utformning med ett flertal rum, ofta många ugnar och andra anläggningar. Väggarna hade geometriska mönster med taggig yta bland annat i Szegvár-Tűköves. Ett hus av Herpály slag från boplatsen Berettyóújfalu-Herpály har antagits ha haft två våningar. Huset gav stora fynd av keramik vid utgrävningen. Det hade ugnar på nedre plan och lerklädda behållare på båda våningarna. Nedre våningen hade tre rum. Väggar var flätade som man flätar korgar och sedan lerklinade.
De rektangulära husen var ofta delade i flera delar som byggdes vägg i vägg. Vissa forskare ser tecken på en hierarkisk social struktur i dessa regelbundet byggda bosättningar. Vissa hus hade slammade lerväggar, medan kluvna timmerstolpar mestadels stödde taket. Husen var oftast orienterade från nordväst till sydost och mellan 7 och 18 meter långa. De inte bärande väggarna bestod av vass eller flätade grenar med lerklining. Väggarna var ofta målade eller dekorerade med plastiska skulpturer. Djurhuvuden gjorda av lera fästes vid gavlarna. Golvet av brädor täcktes med lera. Ugnar och härdar hörde till varje hus. Några större hus har tolkats som kulthus men det är bara en omstridd tolkning.

## Inhägnader
Det finns flera dokumenterade fall att byarna på ungerska slätten var omgivna av diken helt eller delvis. Inhägnaderna runt bebyggelserna har kunnat rekonstrueras.[8]  Runt tell Polgár-Csőszhalom fanns först en inre inhägnad. Den byggdes om med hus i centrum nu med fem breda och djupa diken. Anläggningen har daterats till 4800-4500 år f.Kr. Strukturen liknar så kallade rondeller i Lengyelkulturen men dessa har ingen bebyggelse inom inhägnaden.

## Näringsbas
Man odlade enkorn, emmer, korn och lin. I området längst i norr var nötkreatur och svin viktiga i djurhållningen, sedan kommer får och getter. Boplatserna lämnar upp till 60 % ben från vilda djur, framförallt av uroxe och vildsvin. Boskapen har kompletterats med jaktbyten. Smycken av varg och rådjurständer visar också på jakt. Benharpuner visar att fisk också fångades. Flinta, koppar och spondylusskal hämtades och spreds över stora avstånd.

## Gravar
Hockergravar i bosättningar med öst-västlig orientering är den vanligaste formen av gravar. Bara i ett område i mellersta området används gravar i utsträckt kroppsläge. Gravar beströddes med ockra, pärlor och armband av Spondylus, djurtänder, stenpärlor, kvarts, keramik och ibland kopparsmycken. Ibland är gravfälten lagda utanför bosättningarna. 
Vid Öcsöd-Kováshalom är tidiga Tiszagravar hockergravar, men det finns också brandgravar. En kista av plankor var gravrum för en individ placerad i hocker, på sin vänstra sida. Denna grav hittades vid tellen Vésztő-Mágor. De 116 gravarna som hittades vid den flata (inte tell) bosättningen Polgár-Csőszhalom har likheter. Män vilade på högra sidan och kvinnor på vänstra. En rik kvinnograv innehöll pärlor, armringar och rödockra strött över vänstra axeln. Barngravar är sällsynta på detta gravfält, men förekommer oftare inom den inhägnade bosättningen.

## Viktigare fyndplatser
- Hódmezővásárhely-Gorsza
- Berettyóújfalu-Herpály
- Kökénydomb
- Stranden av Berettyó vid Mezőtúr
- Öcsöd-Kováshalom
- Szegvár-Tűzköves
- Véstő-Mágor